# フランソワ・ヴィヨン
フランソワ・ヴィヨン（François Villon [fʁɑ̃swa vijɔ̃], 1431年? - 1463年以降）は、15世紀フランスの詩人である。中世最大の詩人とも、最初の近代詩人ともいわれる。

## 人物
1431年にパリ市内で生まれたとされる。父母とは幼少時に別れ（生別か死別かもはっきりしない）、親類であったギヨーム・ド・ヴィヨンという名の聖職者に引取られた。この時期から「ヴィヨン」の姓を名乗り始めた（当初の姓は「モンコルビエ」とも「デ・ロージュ」ともされるが、定かではない）。
ギヨームの援助もあってパリ大学に入学して同学を卒業したものの、在学時より売春婦やならず者といった輩と行動を共にしていた。1455年に乱闘騒ぎで司祭を殺してしまい、パリから逃亡してアンジュー近郊の窃盗団に加わる。その後再び罪を得て1461年にオルレアンのマン・シュール・ロワール（Meung-sur-Loire）の牢獄に投獄されたが、恩赦により出獄。1462年、淫売宿で強盗・傷害事件を起こして投獄され、一時は絞首刑宣告を受けたが、10年間の追放刑に減刑されて1463年にパリを追放された。その後のヴィヨンの消息に関する記録は一切無い。
なお、フランソワ・ラブレー作の「パンタグリュエル物語」ではヴィヨンがパリ追放後にポアトゥ（Poitou）へ移り、同地の修道院で隠退生活を送った様子が記されているものの、史実に基づくものではない。

## 評価
無頼・放浪の生涯であったが、近代的ともいえる詩作を残した。作品集として『形見の歌』（1456年）、『遺言詩集』（1461年）など。個別の詩では「Ballade des Dames du Temps Jadis」がヴィヨンの詩作の中でも特に名高い。

## ヴィヨン作品
- 『ヴィヨン全詩集』 鈴木信太郎訳、岩波文庫, 1965
- 『フランソア・ヴィヨン全詩集』佐藤輝夫訳、河出書房新社, 1976。下記は旧版
  - 『ヴィヨン詩 形見分け 遺言書 断章詩鈔』佐藤輝夫 訳、青朗社, 1946
  - 『大遺言書』佐藤輝夫 訳、弘文堂書房 世界文庫, 1940
- 『ヴィヨン詩集成』 天沢退二郎訳、白水社, 2000
- 『ヴィヨン遺言詩集 形見分けの歌　遺言の歌』堀越孝一訳注、悠書館, 2016.5。旧版は小沢書店 全4巻
- 『ヴィヨン全詩集』宮下志朗訳注、国書刊行会, 2023.4
- フランソワ・ヴィヨン作品（wikisource）（フランス語）

## 研究
- ピエール・シャンピオン『フランソア・ヴィヨン 生涯とその時代』 佐藤輝夫訳、筑摩書房（上下）、1970‐71年
- 佐藤輝夫『ヴィヨン詩研究』 中央公論社、増補版1972年
- 鈴木信太郎 『詩人ヴィヨン』 岩波書店、新版1983年
- 堀越孝一『わがヴィヨン』 小沢書店、1995年
  - 新版『放浪学生（ヴァガンテース）のヨーロッパ中世』 悠書館、2018年

## 関連作品
- フランソワ・ラブレー 『パンタグリュエル物語』 渡辺一夫訳、岩波文庫
- ラブレー『ガルガンチュアとパンタグリュエル』 宮下志朗訳、ちくま文庫
- ジャン・ルースロ 『フランス詩の歴史』 露崎俊和訳、白水社 1993年
- 山之口洋『われはフランソワ』 新潮社 2001年
- 太宰治『ヴィヨンの妻』 新潮文庫、角川文庫ほか
- スコットランドの作曲家ウィリアム・ウォレスは1909年に交響詩「ヴィヨン（Villon、1909）」を作曲した．
- 『放浪の王者』- ルドルフ・フリムル作曲によるヴィヨンを主人公としたオペレッタおよび映画。蒲田行進曲の原曲としても知られる。